# فابيو كيرافولو

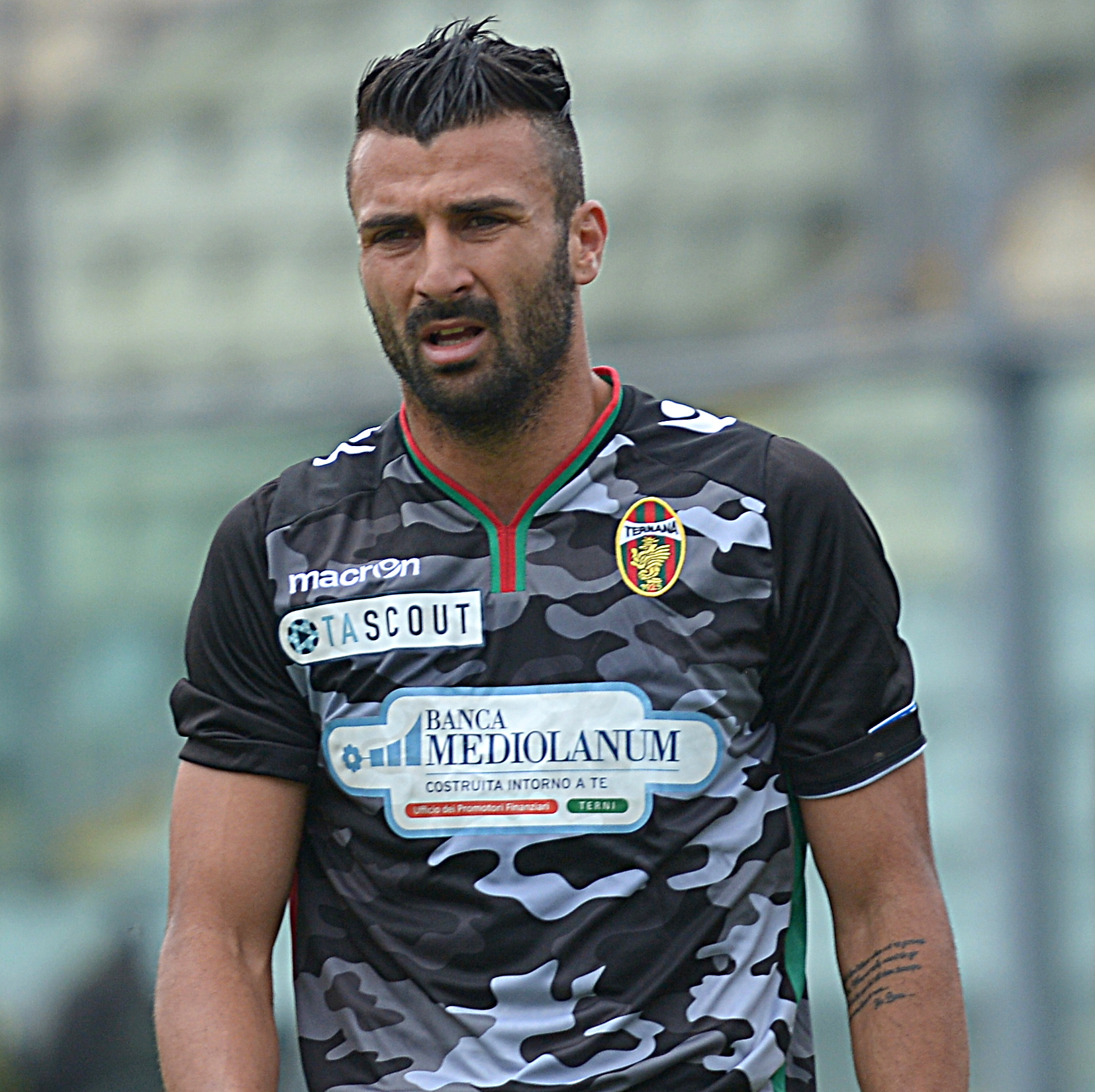

فابيو كيرافولو (بالإيطالية: Fabio Ceravolo)‏ (مواليد 5 مارس 1987 في لوكري - إيطاليا) لاعب كرة قدم إيطالي يلعب حاليا لصالح نادي الدرجة الأولى أتالانتا الإيطالي منذ 2009 في مركز المهاجم .

## روابط خارجية
- فابيو كيرافولو على موقع قاعدة بيانات كرة القدم.إي يو (الإنجليزية)
- فابيو كيرافولو على موقع Soccerway.com (الإنجليزية)
- فابيو كيرافولو على موقع عالم كرة القدم.نت (الإنجليزية)
- فابيو كيرافولو على موقع كووورة